# Овайхи (река)

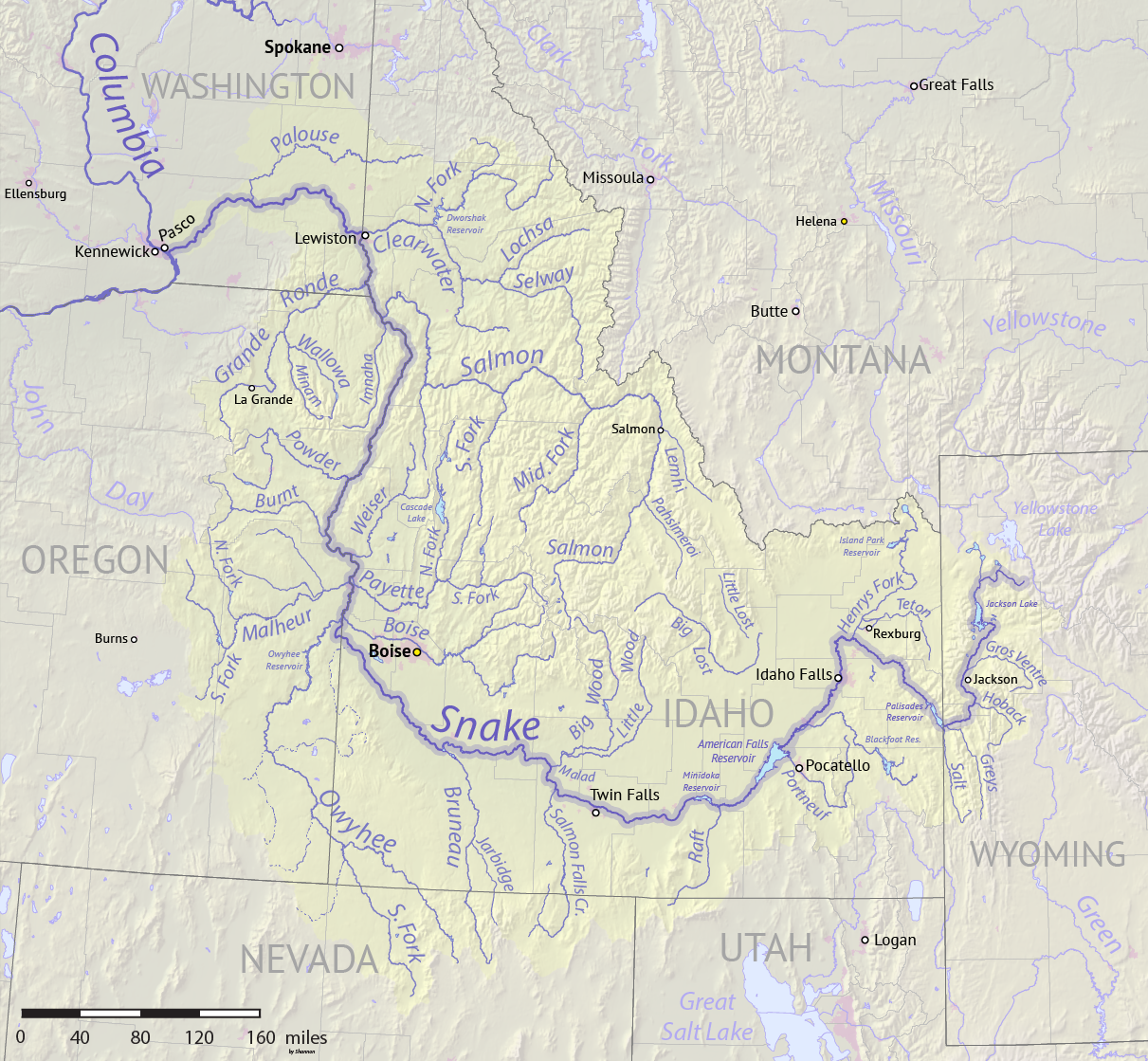
Овайхи на схеме бассейна реки Снейк

Овайхи (англ. Owyhee River) — река на севере штата Невада, юго-западе штата Айдахо и юго-востоке штата Орегон, США. Левый приток реки Снейк, которая в свою очередь является притоком реки Колумбия. Длина составляет около 557 км; площадь бассейна — около 28 620 км². Средний расход воды составляет 28,2 м³/с.
Берёт начало на севере округа Элко, штат Невада, примерно в 80 км к северу от города Элко. Высота устья — 666 м. Течёт в северном направлении вдоль восточной стороны хребта Булл-Ран, протекает через водохранилище Вайлд-Хорс и далее течёт вдоль северной оконечности хребта. Протекает сперва через национальный лес Гумбольд, город Овайхи и индейскую резервацию Дак-Валли. Пересекает границу со штатом Айдахо и протекает около 80 км через юго-западный угол этого штата, по территории округа Овайхи. Здесь, примерно в 16 км к востоку от границы с Орегоном река принимает крупный приток Южная Овайхи. Далее течёт в северо-западном направлении через округ Малер штата Орегон, принимает приток Уэст-Литл-Овайхи, а затем поворачивает на северо-восток. Впадает в реку Снейк на границе Орегона и Айдахо, примерно в 8 км к югу от города Нисса и в 3 км к югу от устья реки Бойсе.
Примерно в 32 км выше устья на реке имеется плотина Овайхи, которая формирует водохранилище Овайхи, составляющее почти 84 км в длину. Плотина была построена в 1933 году.